# Honor Society (film)
Pour plus de détails, voir Fiche technique et Distribution.
Honor Society est un film américain réalisé par Oran Zegman, sorti en 2022.

## Synopsis
Honor, une lycéenne ambitieuse en dernière année, a pour objectif d'entrer à l'Université Harvard. Prête à tout pour obtenir la recommandation de son conseiller d'orientation, la jeune fille élabore un plan pour vaincre les trois autres élèves qui lui font concurrence. Tout se passe bien jusqu'à ce que Honor tombe amoureuse de l'un d'eux.

## Fiche technique
- Titre : Honor Society
- Titre original : Honor Society
- Réalisation : Oran Zegman
- Scénario : David A. Goodman
- Musique : Daniel Markovich et Ben Zeadman
- Photographie :
- Montage :
- Société de production : Paramount Pictures
- Société de distribution : Paramount+
- Pays :  États-Unis
- Genre : Comédie
- Durée : 98 minutes
- Date de sortie : 
  - États-Unis / Canada : 29 juillet 2022 (internet)
  - France : 23 décembre 2022 (internet)

## Distribution
- Angourie Rice (VF : Clara Quilichini) : Honor Rose
- Gaten Matarazzo (VF : Gabriel Bismuth-Bienaimé) : Michael Dipnicky
- Christopher Mintz-Plasse : Paul Munsky
- Armani Jackson : Travis Biggins
- Amy Keum : Kennedy Park
- Ben Jackson Walker (VF : Donald Reignoux) : Gary
- Kelcey Mawema : Talia
- Avery Konrad : Emma
- Micheal P. Northey : Marvin Rose
- Kerry Butler : Janet Rose

## Accueils
Le film reçoit un accueil positif de la part de la presse spécialisée. Il obtient une moyenne de 66 % sur Metacritic. Le public lui donne une note du même ordre de 6,5/10 sur Imdb.